# Surya Sivakumar
Surya Sivakumar (tamilski: சரவணன் சிவகுமார், inaczej Saravanan Sivakumar) nazywany Surya (tamilski: சூர்யா) (urodz. 23 lipca 1975) to indyjski aktor filmowy występujący w tamilskim przemyśle filmowym (tzw. Kollywood). Znany z ról w filmach Kaaka Kaaka (2003), Perazhagan (2004) i Ghajini (2005). Z żoną, znaną aktorką tamilską Jyothika Saravanan od 1999 roku wystąpili razem w filmach:
1. Poovellam Kettuppar
2. Uyirile Kalanthathu
3. Kaaka Kaaka
4. Perazhagan
5. Maayavi
6. June R
7. Sillunu Oru Kaadhal

Jest najstarszym synem tamilskiego aktora Sivakumara. Jego młodszy brat – Karthik Sivakumar też jest aktorem. Wychowywał się w Coimbatore (znanym jako południowoindyjski Manchester). Aktualnie mieszka w Ćennaju (Tamilnadu). Od 2006 roku żonaty ze znaną tamilską aktorką Jyothika Saravanan. W 2007 roku urodziła im się córka Diya (imię każdego z nich: Surya, Jyothika i Diya wywodzi się od słowa „światło”). Przyjaźni się ze znanym aktorem tamilskim Vijayem. Studiowali razem, zadebiutowali w Nerrukku Ner, zagrali potem we Friends. Angażuje się w akcje charytatywne.
Zadebiutował w 1997 roku w Nerrukku Ner (z Vijayem). W filmie Perazhagan, Surya gra podwójną rolę, która zyskała uznanie krytyków i za którą otrzymał Nagroda Filmfare dla Najlepszego Aktora. W Aayitha Ezhuthu zagrał docenioną przez krytyków rolę lidera studentów. Po filmach Aaru i Ghajini (thriller o człowieku, który straciwszy świeżą pamięć próbuje mimo to zrealizować plan zemsty) zyskał popularność, która stawiała go na równi z tak znanymi na południu Indii aktorami jak Vikram, Vijay i Ajith Kumar. Z Vikramem stworzyli razem ciekawie zagraną parę przyjaciół w Pithamagan.

## Filmografia
| Rok  | Film                | Obsada                                                                    | Reżyser            | Rola               | Uwagi                                                                                   |
| ---- | ------------------- | ------------------------------------------------------------------------- | ------------------ | ------------------ | --------------------------------------------------------------------------------------- |
| 2008 | Unnamed             | Tamanna Bhatia                                                            | K.V. Anand         |                    | premiera w 26 października 2008                                                         |
| 2008 | Vaaranam Aayiram    | Sameera Reddy, Divya Spandana                                             | Gautham Menon      |                    | premiera 14 kwietnia 2008                                                               |
| 2007 | Vel                 | Asin Thottumkal                                                           | Hari               | Vetrivel/Vasudevan | dubbing w telugu pt. Deva                                                               |
| 2006 | Sillunu Oru Kaadhal | Jyothika Saravanan, Bhumika Chawla                                        | N. Krishna         | Gautham            | dubbing w telugu pt. Nuvvu Nenu Prema                                                   |
| 2006 | June R              | Jyothika Saravanan                                                        | Revathy S. Verma   | Raja               | gościnnie dubbing w telugu pt.June 7                                                    |
| 2005 | Aaru                | Trisha Krishnan                                                           | Hari               | Aaru               | dubbing w telugu pt. Aaru                                                               |
| 2005 | Ghajini             | Asin Thottumkal, Nayantara                                                | A.R. Murugadoss    | Sanjay Ramasamy    | dubbing w telugu pt. Ghazini, w produkcji remake in hindi z Aamir Khanem w roli głównej |
| 2005 | Maayavi             | Jyothika Saravanan                                                        | D.P. Singhampuli   | Balayya            | dubbing w telugu pt. Kidnap                                                             |
| 2004 | Aayitha Ezhuthu     | Esha Deol, Meera Jasmine, Trisha Krishnan, R. Madhavan, Siddharth Narayan | Mani Rathnam       | Michael            | dubbing w telugu pt.Yuva. Równolegle w hindi pt. Yuva z inną obsadą                     |
| 2004 | Perazhagan          | Jyothika Saravanan                                                        | Sasi Shanker       | Karthik / Chinna   | dubbing w telugu pt.Sundarangudu                                                        |
| 2003 | Pithamagan          | Vikram, Laila, Simran Bagga                                               | Bala               | Sakthi             | dubbing w telugu pt.Sivaputhrudu                                                        |
| 2003 | Kaaka Kaaka         | Jyothika Saravanan, Jeevan                                                | Gautham Menon      | Anbuchelvan        |                                                                                         |
| 2002 | Mounam Pesiyadhe    | Trisha Krishnan, Laila                                                    | Ameer              | Gautham            | dubbing w telugu pt. Kanchu                                                             |
| 2002 | Shree               | Shruti                                                                    | Narasiman          | Shree              | dubbing w telugu pt.D Surya Putrudu                                                     |
| 2002 | Unnai Ninaithu      | Sneha, Laila                                                              | Vikraman           | Surya              |                                                                                         |
| 2001 | Nandha              | Laila                                                                     | Bala               | Nandha             | dubbing w telugu pt. Akrosam                                                            |
| 2001 | Friends             | Devayani, Vijay                                                           | Siddique           | Chandru            | dubbing w telugu pt. Deviputrulu                                                        |
| 2000 | Uyirile Kalanthathu | Jyothika Saravanan                                                        | S. Rajasekar       | Surya              | dubbing w telugu pt.Poratam                                                             |
| 1999 | Poovellam Kettuppar | Jyothika Saravanan                                                        | Vasanth            | Krishna            | dubbing w telugu pt. „Deal”                                                             |
| 1999 | Periyanna           | Meena, Vijaykanth                                                         | S.A. Chandrasekhar | Surya              | dubbing w telugu pt. Brahamanna                                                         |
| 1998 | Sandhippoma         | Preetha                                                                   | Ramesh Kumar       | Surya              |                                                                                         |
| 1998 | Kaadhale Nimmadhi   | Kavitha,                                                                  | Indhran            | Chandru            |                                                                                         |
| 1997 | Nerrukku Ner        | Simran, Vijay, Kausalya                                                   | Vasanth            | Surya              |                                                                                         |